# 醉拳III
《醉拳III》也作《醉拳3》，是1994年首映的一部香港喜剧动作片，由劉家良執導，李嘉欣、季天笙、鄭少秋、劉德華、任達華及劉家良等人共同演出。

## 劇情
袁世凱当上中華民國大總統后，想登基当皇帝。白莲教主称送给袁的玉扳指能稳固帝位，然而袁却将它送给了未来的皇后沈玉。为了拿回扳指，袁於登基之前命手下楊君護送沈玉返京同登大典。不料杨君已经叛变加入革命党，杨君在与袁的心腹李督军打斗时沈玉受伤，杨求助於医生黃麒英救治她并约定16日在法租界的马可波罗餐厅汇合。黃麒英為了穩妥，冒稱沈玉是自己之妾，並命兒子黃飛鴻護送上路。黃飛鴻父命難違，沈玉又頗刁蠻，只好逆來順受。
飞鸿在护送她去餐厅的途中，一个娘娘腔男子看到沈玉脖子上戴的玉扳指要她跟他走，飞鸿与该男子在车里打斗逼走其他乘客，最终不会开车的沈玉将车开进一家酒庄闯了祸，庄主出手相助飞鸿，娘娘腔被迫逃走。庄主任伯怀有慈善心肠收留了许多妇女儿童在此居住。任伯让沈玉和飞鸿赔偿开车撞入造成的经济损失，两人无钱赔付只得留下做工，飞鸿还跟着任伯学习醉拳。
沈玉一心要当皇后，趁机偷偷溜走，但她找不到交通工具进京无奈返回酒庄。一次孩子们拿出沈玉未来准备做皇后的凤袍，情急之下沈玉不小心打破了玉扳指令自己很伤心。
白莲教与李督军人马前来酒庄找沈玉并与飞鸿和任伯打斗，最终沈玉手戴扳指制止了李督军的恶行。李带沈玉回京后被袁发现扳指已破，白莲教主就决定在万圣节烧死沈玉祭神以保袁帝位稳固。万圣节当晚杨君、黄氏父子和任伯前来救沈玉，最终成功打跑了李督军等人救出她。

## 演員表
| 演 員  | 角 色          | 粵語配音 | 備 註                            |
| 季天笙 | 黃飛鴻         | 羅君左   |                                  |
| 李嘉欣 | 沈玉           | 鄭麗麗   | 清朝王爺之女，一心想當皇后       |
| 鄭少秋 | 黃麒英         | 陳欣     | 医生，黃飛鴻父親                 |
| 劉德華 | 楊君           | 張炳強   | 原為袁世凱手下，後加入中華革命黨 |
| 任達華 | 同性戀公車乘客 | 任達華   | 想搶沈玉的玉扳指                 |
| 劉家良 | 仁伯           | 源家祥   | 龍山老酒莊莊主，會醉拳           |
| 劉家輝 | 李督軍         | 高翰文   | 袁世凱心腹                       |
| 何家駒 | 袁世凯         | 周志輝   |                                  |